# بيتر لي (لاعب هوكي الجليد)
بيتر لي هو لاعب هوكي الجليد كندي، ولد في 2 يناير 1956 في Ellesmere, Shropshire ‏ في المملكة المتحدة.

## وصلات خارجية
- بيتر لي على موقع دوري الهوكي الوطني (الإنجليزية)
- بيتر لي على موقع EliteProspects.com (الإنجليزية)
- بيتر لي على موقع Eurohockey.com (الإنجليزية)
- بيتر لي على موقع HockeyDB.com (الإنجليزية)
- بيتر لي على موقع Hockey-Reference.com (الإنجليزية)